# Erwin Emmerling
Erwin Emmerling (* 1952 in Würzburg) ist ein deutscher Restaurator.

## Leben
Er studierte Restaurierung am Institut für Technologie der Malerei (Rolf E. Straub) an der Kunstakademie Stuttgart und war in der Denkmalpflege tätig. Anschließend arbeitete er in leitender Funktion in den Restaurierungswerkstätten des Bayerischen Landesamtes für Denkmalpflege in München. Von 1998 bis 2018 lehrte er als Ordinarius am Lehrstuhl für Restaurierung, Kunsttechnologie und Konservierungswissenschaft der TU München.
Neben der Forschung und Lehre in München betreute Emmerling unter Einbeziehung Studierender und Absolventen zahlreiche kunsttechnologische Vorhaben im In- und Ausland, darunter:
- 1990 bis 2006 als Mitarbeiter des China Projektes des Bayerischen Landesamtes für Denkmalpflege
- und 2007 bis 2014 in Fortsetzung an der TU München Forschungen zum Erhalt ausgewählter Denkmäler der Volksrepublik China in den Provinzen Shaanxi, darunter die sogenannte  Terrakotta-Armee des Kaisers Qin Shihuangdi, und Sichuan[2]
- 2000 bis 2017 (mit dem römischen Bildhauer Giuseppe Ducrot) die Wiederherstellung des im Zweiten Weltkrieg zerstörten Hochaltarraums der Theatinerkirche (München)[3]
- 2005 bis 2009 Die farbige Fassung von Skulpturen und Altarretabeln des Barock und Rokoko in Süddeutschland, gemeinsam mit dem Bayerischen Landesamtes für Denkmalpflege[4]
- 2009 bis 2012 Vitruv und die Techniken des Raumdekors mit dem Fraunhofer-Institut für Bauphysik und dem Klassischen Archäologen Andreas Grüner[5]
- 2014 bis März 2017 Inkarnat und Signifikanz – Das menschliche Abbild in der Tafelmalerei in der Tafelmalerei von 200 bis 1250 im Mittelmeerraum mit dem Zentralinstitut für Kunstgeschichte, Doerner Institut, der Bayerischen Staatsgemäldesammlung und dem Opificio delle Pietre Dure Florenz[6]
- 2015 bis 2018 polychrome Holzskulpturen der ehemaligen südamerikanischen Jesuitenreduktionen in Paracuaria (1609–1767)[7]

Zudem war Emmerling
- ab 2004 an der Sicherung und Wiederherstellung der zerstörten Buddha-Statuen von Bamiyan beteiligt.[8]

Für diese Verdienste um die Baudenkmäler Afghanistans verlieh ihm der Deutsche Hochschulverband 2011 die Auszeichnung als Hochschullehrer des Jahres.

## Schriften (Auswahl)
- mit Detlef Knipping (Hrsg.): Das Westportal der Heiliggeistkirche in Landshut. Ein Symposium zur Geschichte und Farbigkeit des spätgotischen Figurenportals. Symposium veranstaltet vom Bayerischen Landesamt für Denkmalpflege, der Stadt Landshut (Baureferat und Städtische Museen) sowie dem Erzbischöflichen Ordinariat München (Kunstreferat) vom 21. – 23. September 1997 in Landshut . München 2001, ISBN 3-87490-716-3.
- mit Catharina Blänsdorf und Michael Petzet (Hrsg.): Die Terrakottaarmee des ersten chinesischen Kaisers, Qin Shihuang. München 2001, ISBN 3-87490-711-2.
- mit Michael Kühlenthal und Mark Richter (Hrsg.): Lüsterfassungen in Barock und Rokoko. München 2013, ISBN 978-3-935643-58-0.
- (Hrsg.): Toccare - Non Toccare: Eine internationale Konferenz des Deutschen Nationalkomitees von ICOMOS in Zusammenarbeit mit dem Architekturmuseum und dem Lehrstuhl für Restaurierung Kunsttechnologie und Konservierungswissenschaft TUM, 7. - 8. Dezember 2007. München 2010, ISBN 978-3-935643-46-7.
- mit Stefanie Correll, Andreas Grüner und Ralf Kilian (Hrsg.): Firmitas et Splendor. Vitruv und die Techniken des Wanddekors. München 2014, ISBN 978-3-935643-62-7. (online)
- mit Corinna Gramatke (Hrsg.): Die polychromen Holzskulpturen der jesuitischen Reduktionen in Paracuaria, 1609–1767. München 2019, ISBN 978-3-935643-92-4.